# Дивний торт на день народження
«Дивний торт на день народження» (англ. «The Wild Birthday Cake») — американська дитяча книжка з малюнками 1949 року, що була написана Лавінією Рікер Девіс та проілюстрована Гільдеґард Вудворд. У книзі описується, що відбувається, коли хлопчик роздумує, що взяти на вечірку до друга.

## Видання
| Назва                  | Дата видання | Автор            | Ілюстратор         | Видавництво | ASIN            | Примітки |
| ---------------------- | ------------ | ---------------- | ------------------ | ----------- | --------------- | -------- |
| The Wild Birthday Cake | 1 січня 1949 | Лавінія Р. Девіс | Гільдеґард Вудворд | Doubleday   | ASIN B0006ARZOI | [ 1 ]    |

## Нагороди
- За свої ілюстрації книга була нагороджена у 1950 році премією Почесна книга Калдекотта[2].